# Brabantse gotiek

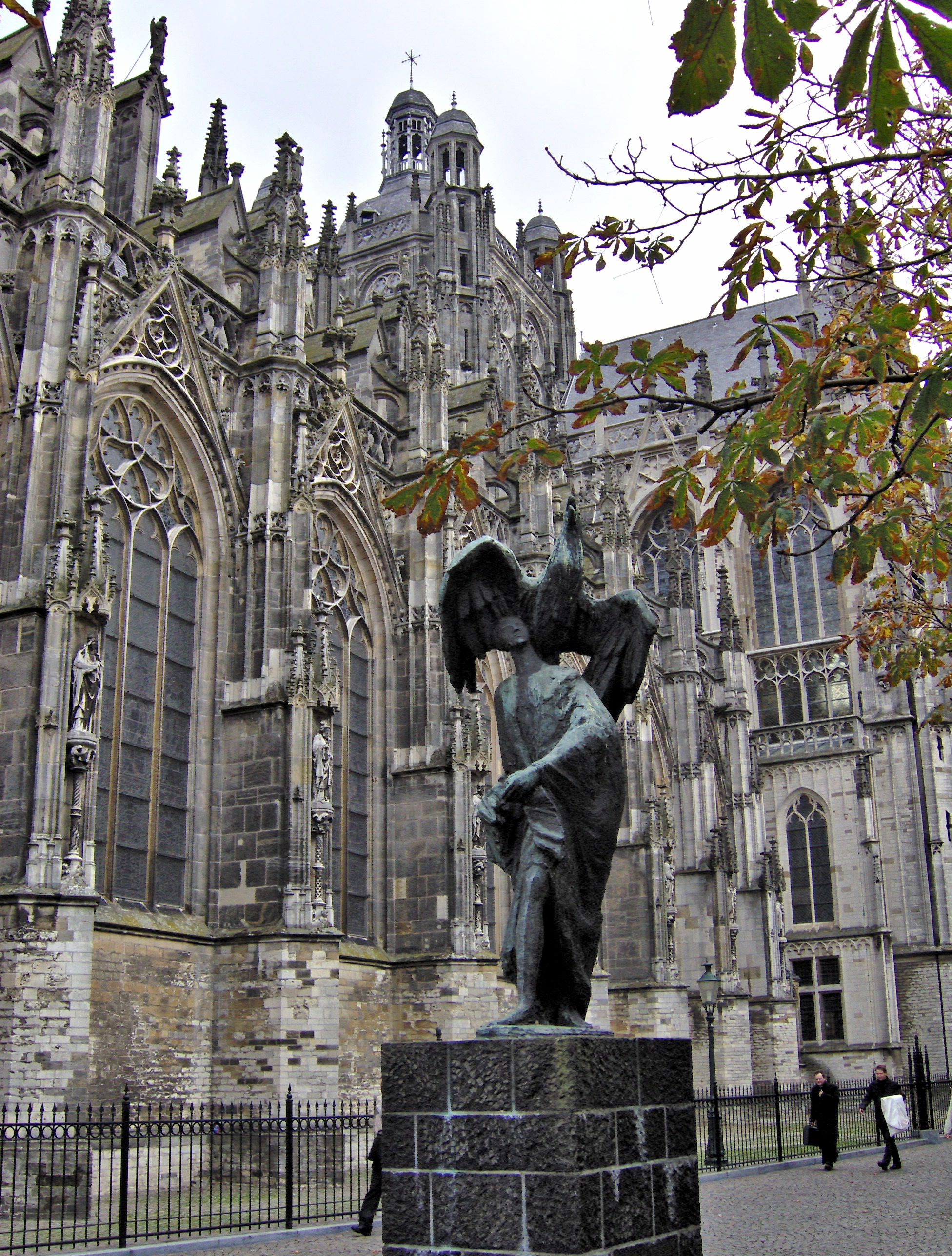
De Sint Janskathedraal in 's-Hertogenbosch

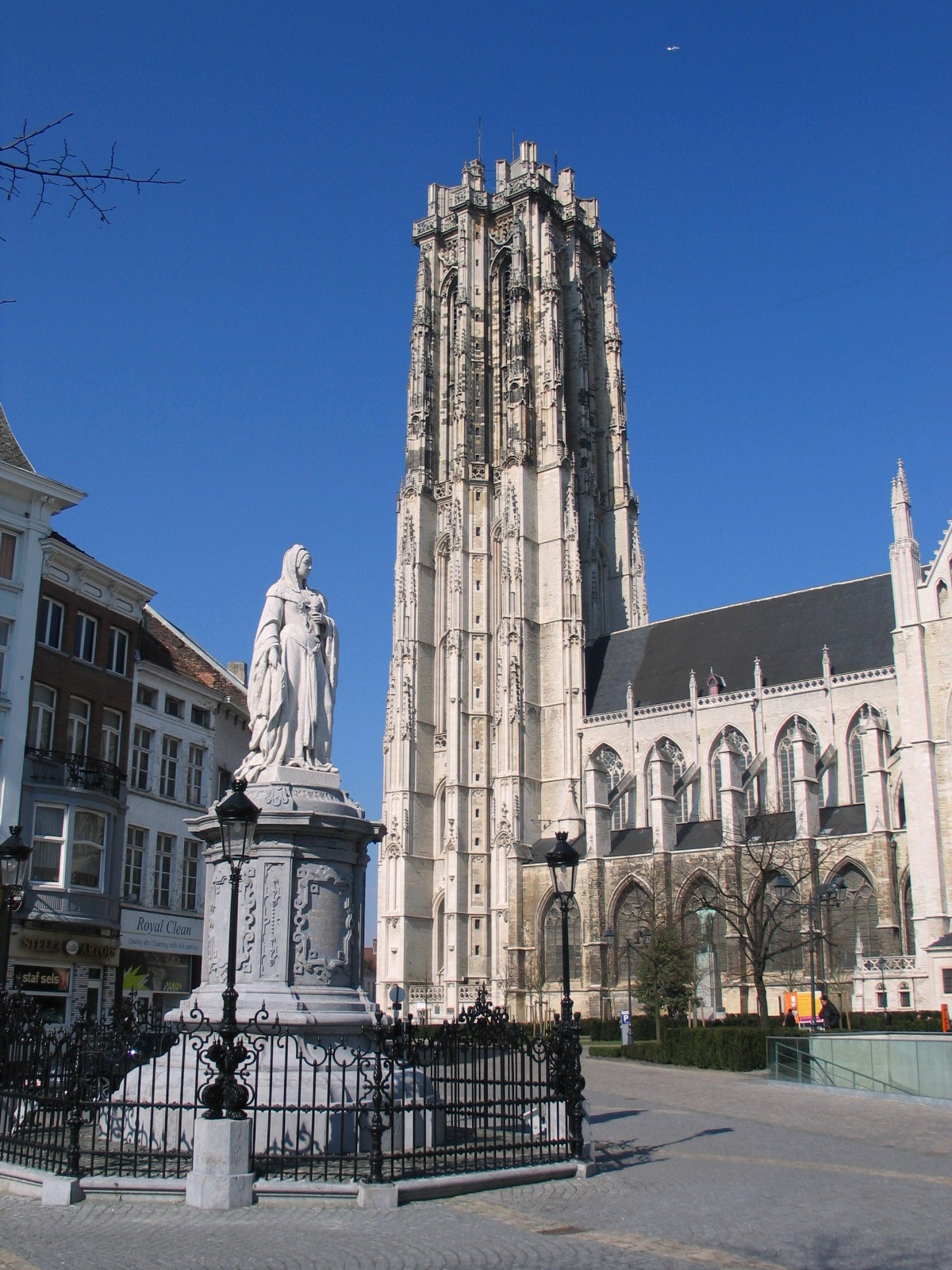
De Sint-Romboutskathedraal in Mechelen

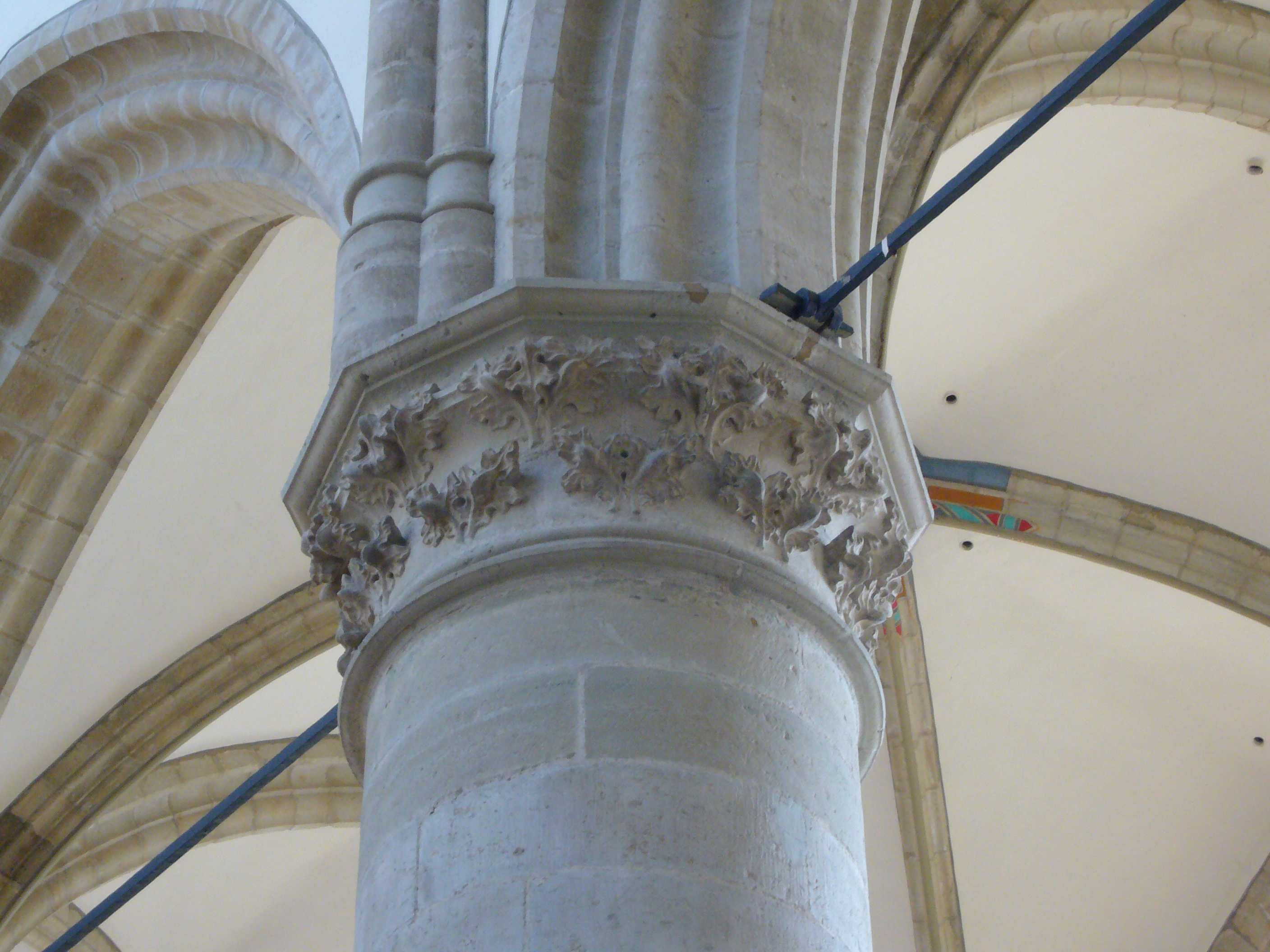
Koolbladkapiteel aan een ronde schippijler in de Grote Kerk van Dordrecht

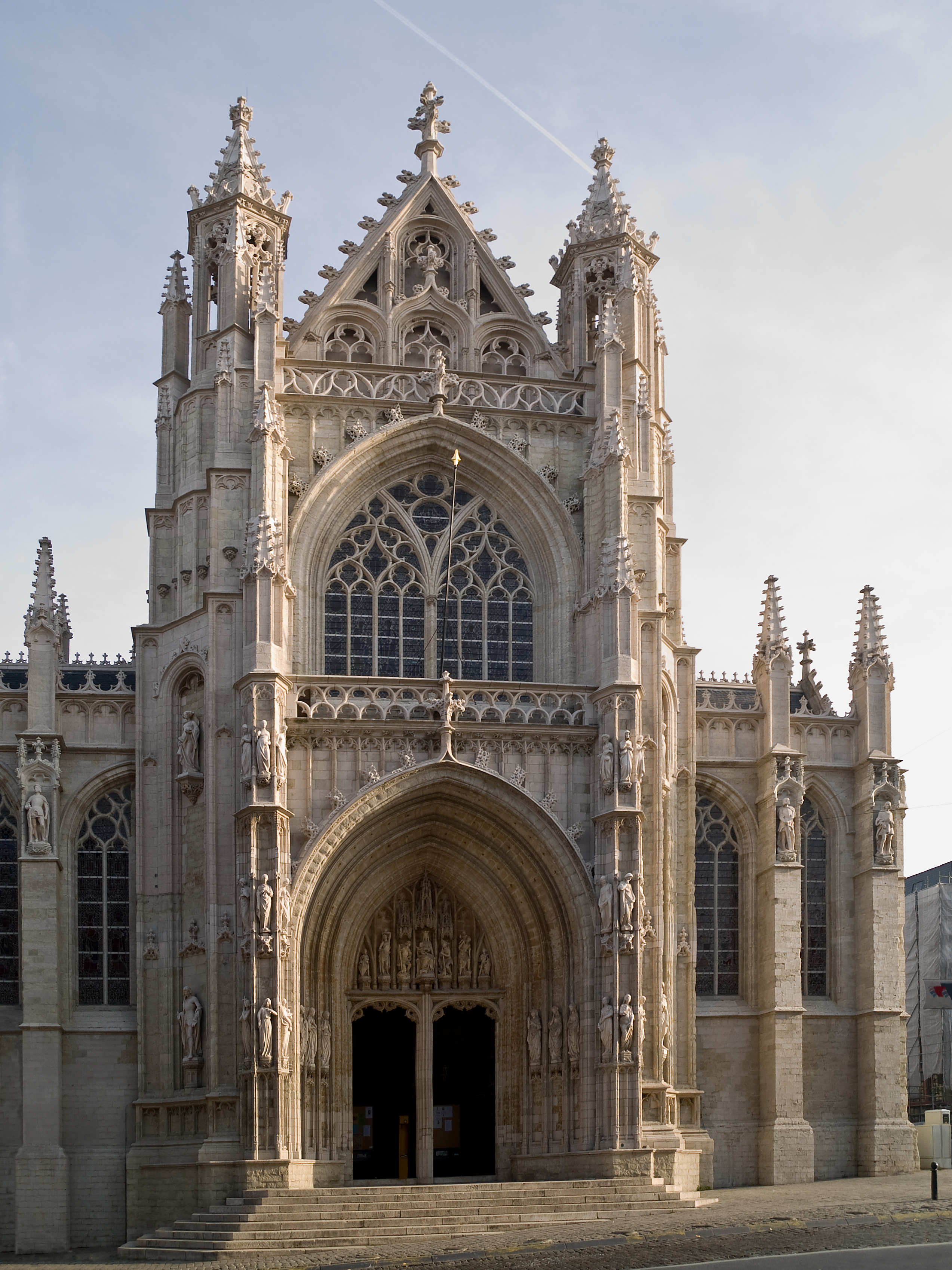
Onze-Lieve-Vrouw ten Zavel in Brussel

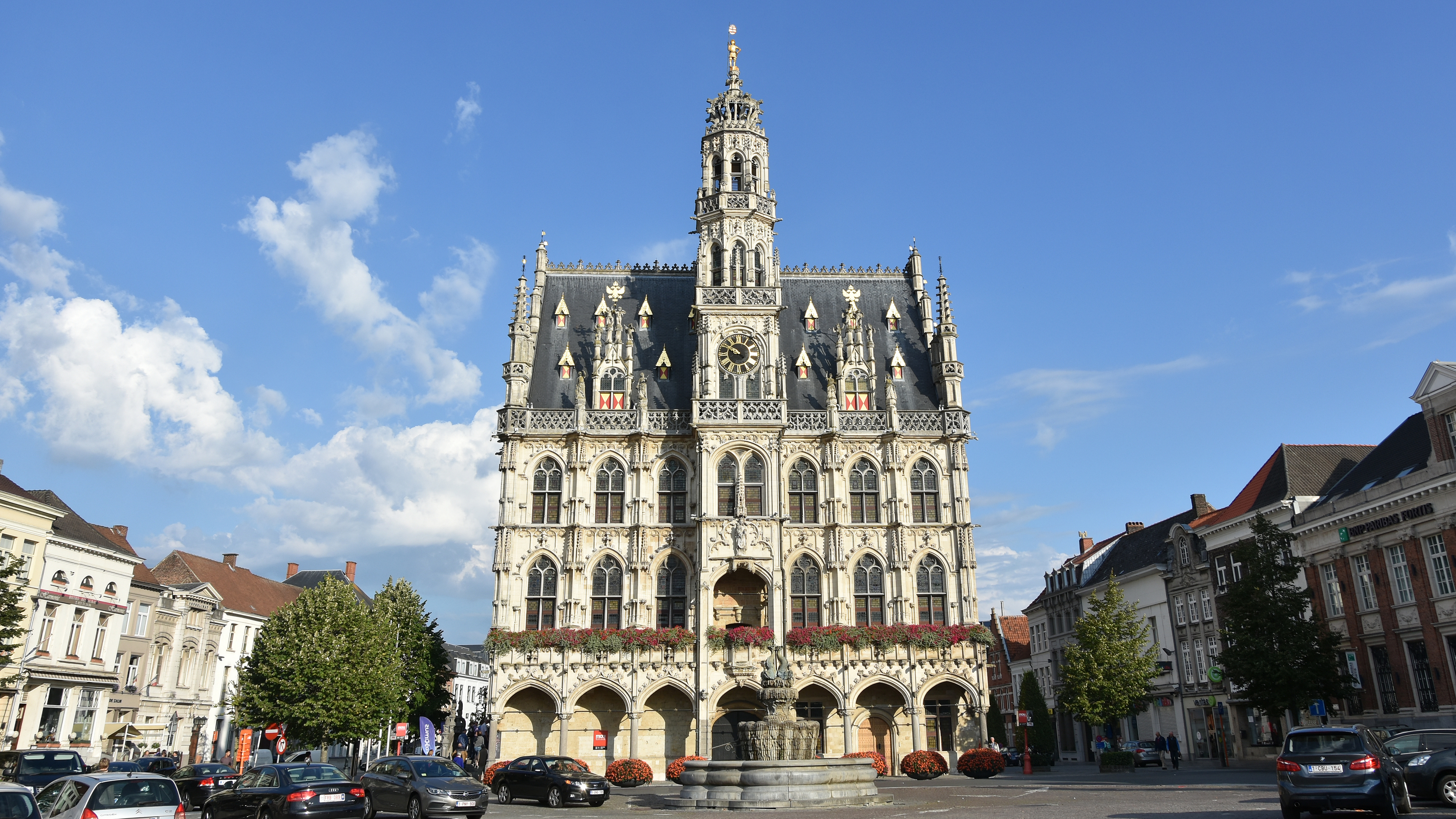
Het stadhuis van Oudenaarde

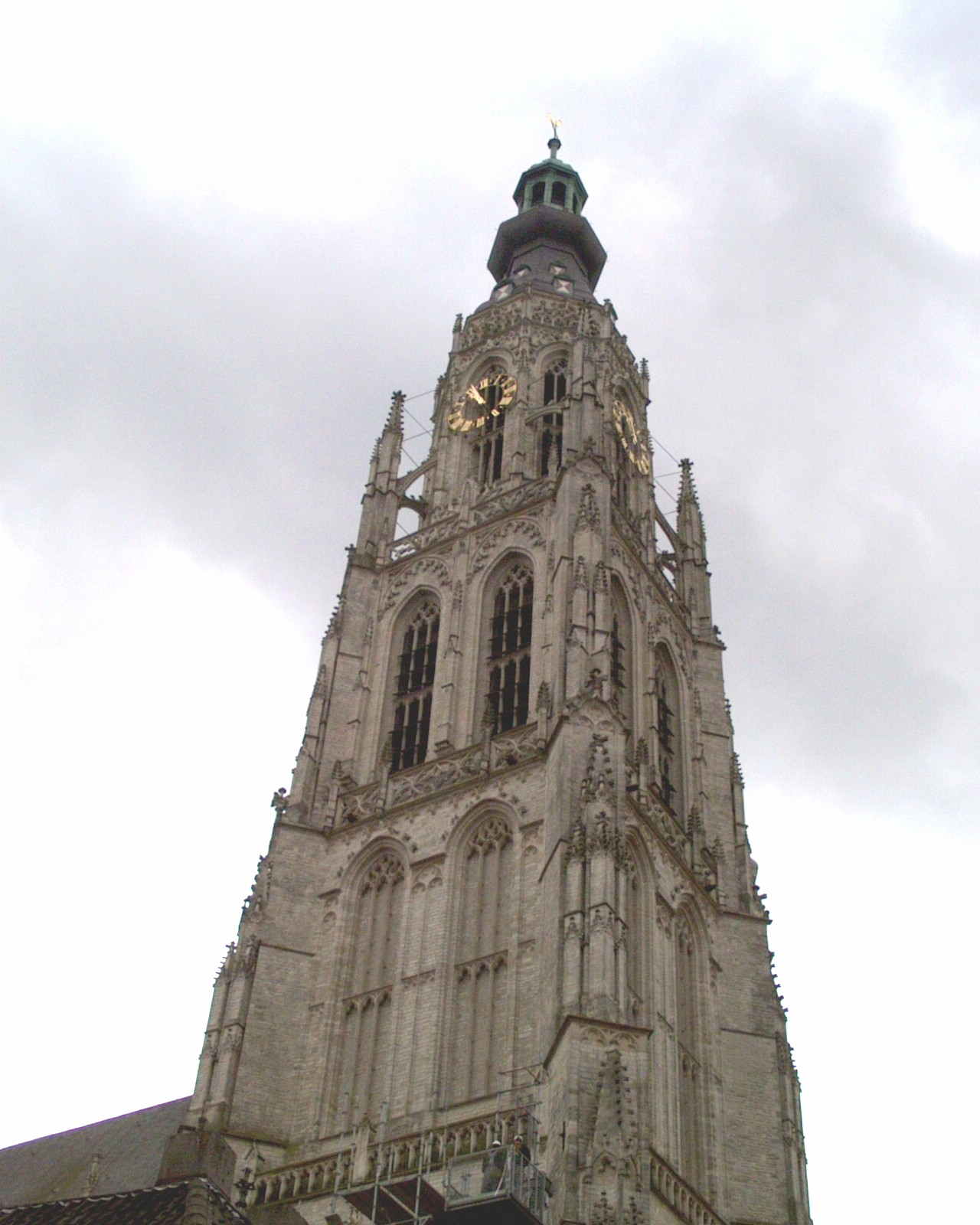
De ranke toren van de Grote of Onze-Lieve-Vrouwekerk in Breda

Brabantse gotiek is een belangrijke variant van de gotiek in de Nederlanden. Zij is rond 1300 ontstaan in de stad Mechelen (Sint-Romboutskathedraal) en werd dankzij belangrijke bouwmeesters als Everaert Spoorwater en de families Keldermans en De Waghemaker verspreid naar de andere grote steden van het hertogdom Brabant, maar ook daarbuiten. Varianten van de Brabantse gotiek zijn de Demergotiek en de Kempense gotiek.

## Kenmerken
De Brabantse gotiek ontstond bij de opkomst van het hertogdom Brabant en verspreidde zich over de Bourgondische gewesten. De bouwstijl grijpt terug op de klassieke Franse gotiek zoals die toegepast werd bij de bouw van kathedralen zoals die in Amiens en Reims. De opzet van de kerkgebouwen in Brabant was grotendeels hetzelfde: het waren groots opgezette kruiskerken met zijbeuken en een kooromgang en een driedelige opbouw van het middenschip (scheibogen, triforium, lichtbeuk). De afmetingen waren echter bescheidener, en vooral de slankheid en rijzigheid van de Franse voorbeelden werd niet geëvenaard.
De Brabantse gotiek is geen volledige eenheidsstijl. Zij wordt gekenmerkt door gebruik van lichtgetinte natuursteen (ledezandsteen) en een rijke detaillering. In de kerken wordt meestal gebruikgemaakt van ronde zuilen met koolbladkapitelen. Hiervandaan lopen de schalken vaak ononderbroken door in de gewelfribben. Het triforium en de vensters van de lichtbeuk lopen vaak in elkaar over, waarbij de vensters de hele ruimte van de spitsboog innemen. Een kooromgang met kapellenkrans hoort bij de opzet (in Breda werd die echter later toegevoegd). Er werd in de regel maar één westtoren gebouwd (uitzonderingen in Brussel en Antwerpen). De vormgeving van het koor in Lier is een navolging van dat van Mechelen.
Een afwijkend type ontstond met de kathedraal van Antwerpen: daar werden geen ronde zuilen met koolbladkapitelen toegepast, maar geprofileerde bundelpijlers die zonder onderbreking doorlopen in de gewelfribben. Daarnaast zijn de scheibogen tussen schip en zijbeuken uitzonderlijk breed en is het triforium achterwege gelaten. In plaats daarvan is er een strook maaswerk aangebracht boven de scheibogen. Dit type werd nagevolgd bij de andere grote stadskerken in Antwerpen, de Sint-Martinuskerk in Aalst en de Sint-Michielskerk in Gent. Ook de kerken in 's-Hertogenbosch en Leuven hebben bundelpijlers.
Bij de bouw van stadhuizen werd ook gebruikgemaakt van de Brabantse gotiek. Zij zijn gebouwd in de vorm van grote reliekschrijnen met hoektorentjes en vaak een belfort. Het exterieur is vaak overdadig versierd.
Enkele regionale varianten zijn de Demergotiek en de Kempense gotiek.

## Voorbeelden
Voorbeelden van Brabantse gotiek:
- Sulpitiuskerk in Diest, vanaf 1321 door Pierre de Savoye
- Sint-Romboutskathedraal in Mechelen, koorsluiting vanaf 1335, wellicht door Jean d'Oisy
- Onze-Lieve-Vrouwekerk in Aarschot, vanaf 1337 door Jacob Piccart
- Sint-Martinusbasiliek van Halle, vanaf 1341
- Onze-Lieve-Vrouwekathedraal in Antwerpen, vanaf 1352
- Onze-Lieve-Vrouw-ten-Poelkerk in Tienen, vanaf 1358 door Jean d'Oisy
- De Sint-Janskathedraal in 's-Hertogenbosch, vanaf ca. 1370, het hoogtepunt van Brabantse gotiek in Nederland
- Sint-Gummaruskerk in Lier, vanaf 1378
- Sint-Pieterskerk in Leuven, vanaf ca. 1400
- De Grote of Onze-Lieve-Vrouwekerk in Breda, vanaf 1410
- Kathedraal van Sint-Michiel en Sint-Goedele in Brussel
- Sint-Martinuskerk in Aalst
- Sint-Michielskerk in Gent
- Sint-Willibrordusbasiliek in Hulst
- Sint Lambertuskerk in Nederweert
- Sint-Jan-de-Doperkerk in Waver
- Sint-Waltrudiskerk in Bergen

Wereldlijke gebouwen:
- Stadhuis van Brussel
- Stadhuis in Damme
- Stadhuis van Oudenaarde
- Stadhuis van Leuven
- Markiezenhof in Bergen op Zoom

### Graafschappen Holland en Zeeland
Veel kerken in de voormalige graafschappen Holland en Zeeland zijn gebouwd in een stijl die ten onrechte weleens worden aangeduid als Hollandse en Zeeuwse gotiek. In feite gaat het ook hier om Brabantse gotiek met de nodige concessies aan lokale omstandigheden. Zo werden (behalve in Dordrecht) de stenen overwelvingen en de daarvoor benodigde luchtbogen achterwege gelaten vanwege de drassige grond. Everaert Spoorwater speelde een belangrijke rol in de verspreiding van de Brabantse gotiek in Holland en Zeeland. Hij perfectioneerde daarbij een werkwijze waarbij voor grote bouwwerken een plan werd gemaakt op grond waarvan vrijwel alle natuurstenen onderdelen bij Belgische steengroeven konden worden besteld, zodat zij op de plaats van bestemming slechts gemetseld hoefden te worden. Dit zorgde ervoor dat er geen eigen loods nodig was op de bouwplaats en dat het werk zonder permanente aanwezigheid van de bouwmeester kon worden uitgevoerd.
Belangrijke kerken in deze groep zijn:
- Grote of Onze-Lieve-Vrouwekerk in Dordrecht
- Grote of Sint-Laurenskerk in Alkmaar
- Grote of Sint-Laurenskerk in Rotterdam
- Grote of Sint-Bavokerk in Haarlem
- Sint-Lievensmonstertoren in Zierikzee

Het stadhuis in Gouda en het stadhuis in het Zeeuwse Middelburg zijn wereldlijke voorbeelden. Ook 's-Hertogenbosch had een Brabants Gotisch Stadshuis. Na het Beleg van 's-Hertogenbosch in 1629 werd de stad bezet door troepen van de protestantse Republiek der Zeven Verenigde Nederlanden. Het stadhuis kreeg hierna een nieuw uiterlijk.

## Architecten
Tot de grote bouwmeesters van de Brabantse gotiek behoren:
- Jean d'Oisy
- Jacob van Tienen
- Hendrik van Gobertingen
- Sulpitius van Vorst
- Matthijs de Layens
- Everaert Spoorwater
- Gillis Joos
- Willem de Vogel
- Hendrik de Mol
- Jan van Ruysbroeck
- Familie Keldermans
- Herman de Waghemakere
- Domien de Waghemakere
- Hendrik van Pede
- Lodewijk van Bodegem
- Pieter van Wyenhove